# Edmund Lipiński

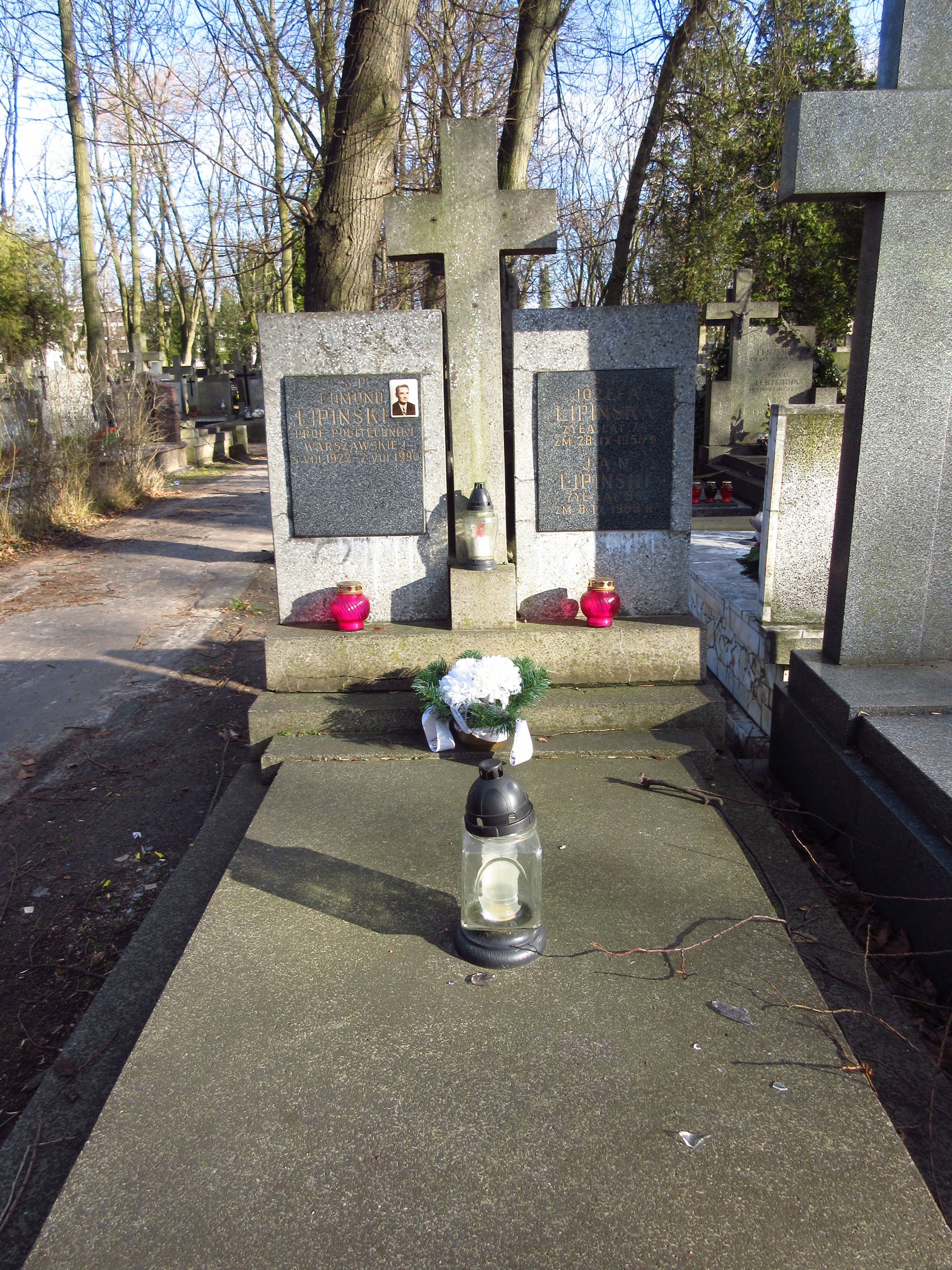
Grób profesora Edmunda Lipińskiego na Cmentarzu Bródnowskim.

Edmund Lipiński (ur. 3 sierpnia 1922 w Nieświeżu, zm. 2 sierpnia 1990 w Warszawie) – polski energoelektronik, profesor nadzwyczajny Politechniki Warszawskiej.

## Życiorys
Syn Jana i Józefy, ukończył Gimnazjum i Liceum im. Tadeusza Kościuszki w Łucku. Podczas II wojny światowej pracował fizycznie, po zakończeniu wojny znalazł się w Lublinie, gdzie został zmobilizowany i przez dwa lata służył jako kierowca w Samodzielnej Kompanii Podwozu 11 Dywizji Piechoty, należał do Związku Młodzieży Polskiej. W 1947 przeszedł do rezerwy i pracując w lubelskim Instytucie Filmów Oświatowych uczył się w Liceum dla Dorosłych, gdzie w 1949 zdał maturę. Przeprowadził się do Warszawy, gdzie rozpoczął studia na Wydziale Elektrycznym Szkoła Inżynierska im. Hipolita Wawelberga i Stanisława Rotwanda. Od 1950 równocześnie pracował w Zakładzie Matematyki Stosowanej Katedry Matematyki Politechniki Warszawskiej jako zastępca asystenta, w 1951 włączono Szkołę im. Wawelberga i Rotwanda w struktury Politechniki Warszawskiej, od 1953 był asystentem. Od 1954 był starszym asystentem w Katedrze Miernictwa Elektrycznego, studia ukończył w 1955. W 1957 został adiunktem, w 1961 uzyskał patent za wynalezienie woltomierza elektrostatycznego i nowego typu galwanometru balistycznego. Ponadto uczestniczył w opracowaniu konstrukcyjnym sześciu urządzeń pomiarowych m.in. anemografu (1958), solomierza (1959), przepięć wewnętrznych (1960). W 1963 obronił doktorat, w 1966 habilitował się na Wydziale Elektrycznym, od 1967 był docentem w Katedrze Podstaw Elektroniki i Automatyki. W 1970 po zmianie struktury Politechniki Warszawskiej był związany z Instytutem Sterowania i Elektroniki Przemysłowej, równocześnie wykładał w Wyższej Szkole Oficerskiej Lotniczej w Dęblinie, gdzie współorganizował dydaktykę. Wykładał elektryczne układy pomiarowe, elementy automatyki, maszyny matematyczne, teorię automatów i podstawy elektroniki. W 1978 uzyskał tytuł profesora nadzwyczajnego.
Zmarł w 1990, pochowany na cmentarzu Bródnowskim w Warszawie (kw. 6F-6-33).

## Członkostwo
- Rada Naukowa Instytutu Kształcenia Zawodowego Ministerstwa Oświaty i Wychowania (od 1973),
- Rada Naukowa Instytutu Automatyki Politechniki Poznańskiej.
- Związek Nauczycielstwa polskiego (ZNP) (od 1952),
  - wiceprezes Rady Oddziałowej Wydz. Elektrycznego (1962-64),
  - przewodniczący komisji Naukowo-Dydaktycznej przy RZ ZNP (1967-69),
  - komisje: 
    - programowa na Wydziale Elektrycznym PW,
    - rektorska ds. etatyzacji (reorganizacja PW w latach 1967-68),
    - partyjno-związkowa ds. reorganizacji administracji PW (1967-68)
- Polskie Towarzystwo Astronautyczne (PTA, zawodowo interesował się lotnictwem i astronautyką),
- Stowarzyszenie Elektryków Polskich,  
  - Komisja Automatyki i Pomiarów SEP (1969-71),
- PTETiS.
  - vice-przewodniczący (1971–1973) i przewodniczący (1973–1976) Oddziału Warszawskiego

## Odznaczenia
- odznaczenie Frontu Jedności Narodu (1967),
- brązowy Medal „Za zasługi dla obronności kraju” (1970)